# 栗尾姬鹟
，是雀形目鹟科的一种鸟类。

## 特征
栗尾姬鹟体重约13.3克，翼长约75.1毫米，嘴峰长约13.4毫米，喙宽度约4毫米，喙厚度约3.4毫米，跗蹠长约14.3毫米，尾长约55.2毫米。栗尾姬鹟是候鸟，其栖息在半开放的高大树木组成的森林中，食性为肉食性，主要食物来源是陆生无脊椎动物。

## 分布
乌兹别克斯坦、塔吉克斯坦和阿富汗东部至印度北部和尼泊尔。